# Gorolski Święto
Mezinárodní folklorní festival Gorolski Święto („Horalský svátek“) je  každoročně pořádán v prvním srpnovém víkendu polskou menšinou v České republice. Koná se od pátku do neděle v městském lesním parku v Jablunkově (okres Frýdek-Místek).

## Název
Festival byl nazván „Góralskie Święto” podle návrhu polského spisovatele a folkloristy Karola Piegzy. Název byl poté přizpůsoben výslovnosti nářečí Těšínska a nakonec se v roce 1967 ustálil název „Gorolski Święto”. Hovorově je také nazýván „Gorol“, což v těšínském nářečí znamená horal.

## Historie
Festival má své kořeny v předválečném polském festivalu „Svátek hor” (Święto Gór), který se naposledy konal v roce 1937 ve Visle. Po skončení druhé světové války byly myšlenky obnovení oslav propagovány polskými aktivisty ze Zaolží. Hlavní výbor PZKO dne 22. července 1948 rozhodl, že festival se uskuteční v září, později bylo datum přeloženo na srpen. První svátek se konal 12. září 1948 a byl tak úspěšný, že bylo rozhodnuto pokračovat v něm každý rok. Na začátku měl festival charakter radovánek, ale časem se stal mezinárodním folklorním festivalem. První „Gorolski Święto“ v roce 1948 uspořádalo 21 lidí. Počet současných organizátorů zapojených do přípravy „Gorolskigo Święta“ jde do stovek.

## Cíl a organizace
Festival je organizován Polským kulturně-osvětovým svazem (PZKO) a folklórní skupinou Gorol. Jeho cílem je prezentovat a kultivovat tradice polské menšiny v České republice. Folklórní skupiny z oblasti Jablunkova, jiných regionů Zaolží a polské části Beskyd, stejně jako skupiny z celého světa prezentují na festivalu své programy. Je to největší kulturní a folklórní festival v regionu Zaolží, kterého se každodenně účastní tisíce diváků. V roce 2007 se na festivalu zúčastnilo téměř 20 000 diváků.
Každý rok při organizaci festivalu pracuje velké množství slezských „goroli“. Mezi nimi byly osobnosti jako Władysław Niedoba (Jura spod Grónia), který zahajoval svátek koňmo v čele průvodu s typickým zvoláním Ho, ho, ho…, nebo Ludwik  Cienciała (Maciej), Władysław Młynek (Hadam z Drugi jizby) a Tadeusz Filipczyk (Filip), který hraje roli zprostředkovatele a vypravěče. Od roku 1961 byl W. Niedoba zodpovědný za program akce. W. Młynek se zapojil do organizačních prací v roce 1973 a v roce 1986 to byl T. Filipczyk. Władysław Młynek pomohl začlenit Gorolski Święto do Tygodnia Kultury Beskidzkiej (Týden beskydské kultury) – folkového festivalu konajícího se ve Visle a na dalších místech polské strany Beskyd. V důsledku toho mnoho horalů pravidelně navštěvovalo Jablunkov a tak festival získal mezinárodní charakter.
Během festivalu probíhá veletrh řemesel z obcí regionu a podle tradičních lidových receptů jsou připravovány pokrmy a nápoje, včetně regionálního nápoje nazývaného miodula (medovina).

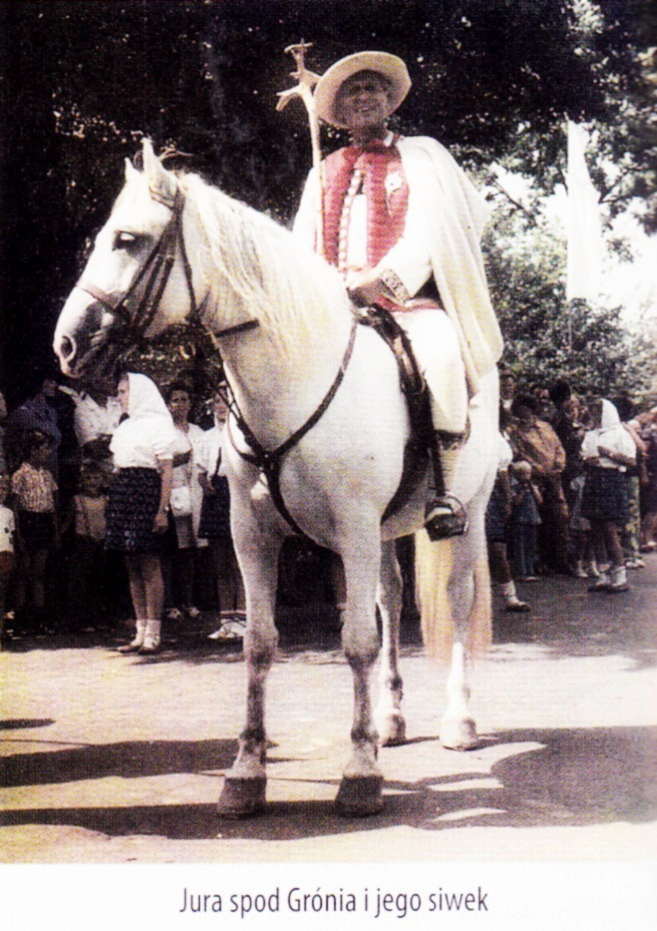
W. Niedoba v čele průvodu
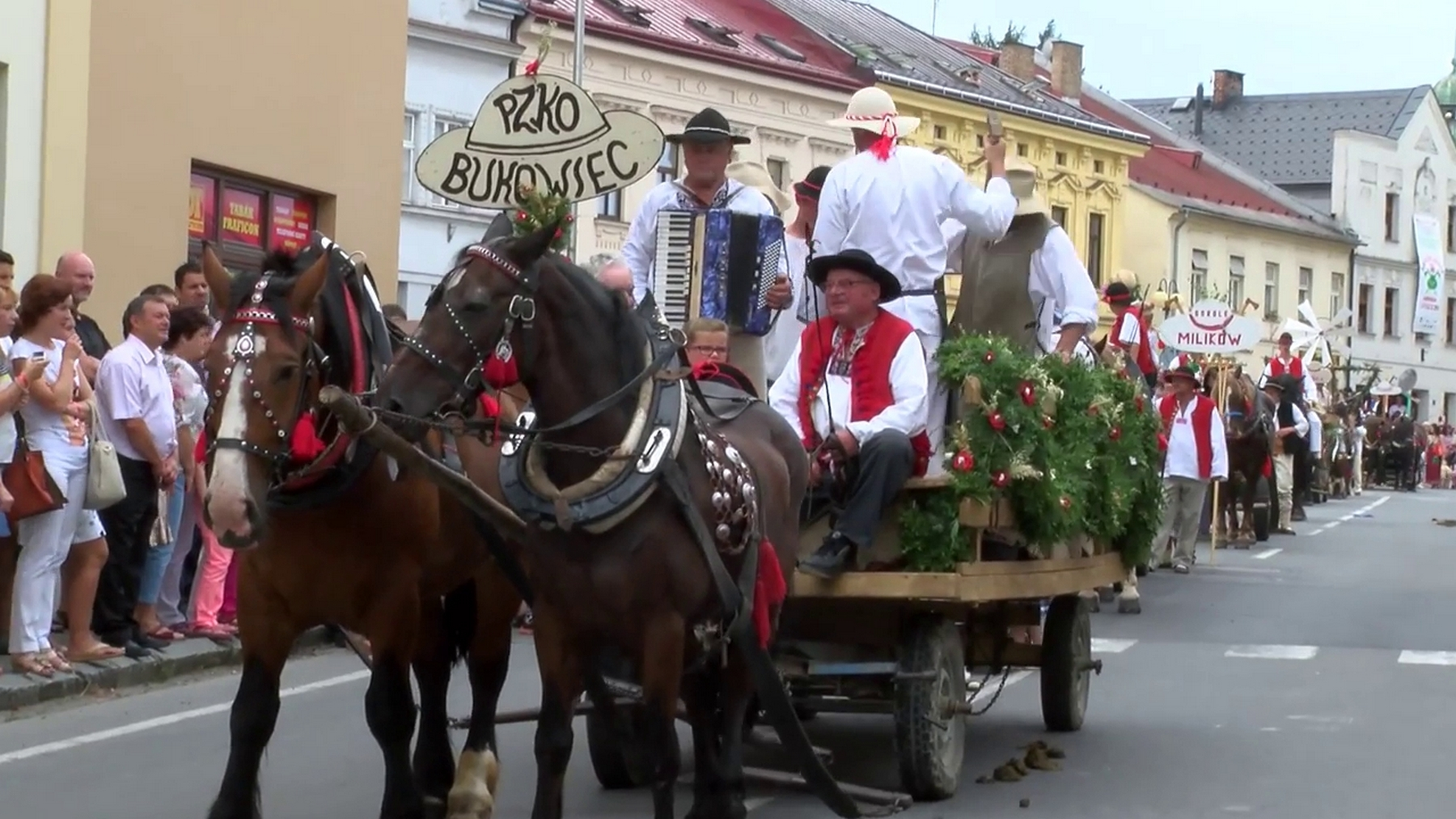
Průvod
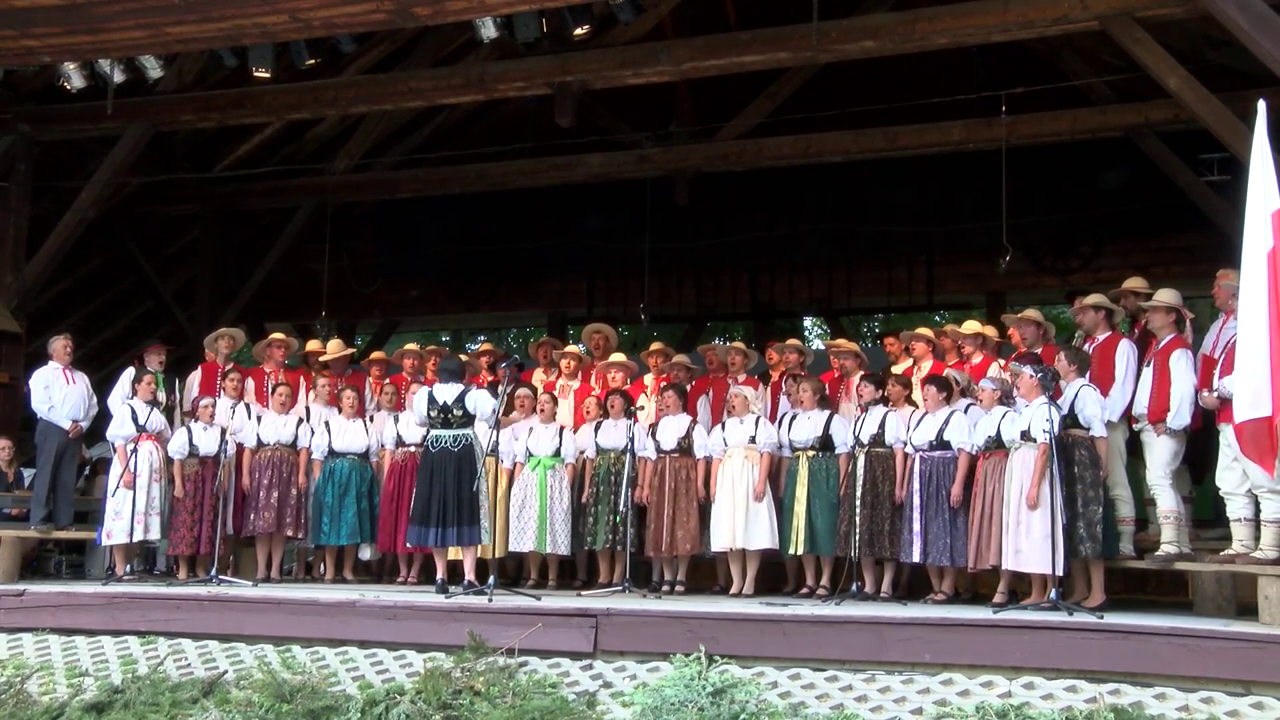
Spojené pěvecké soubory na jevišti
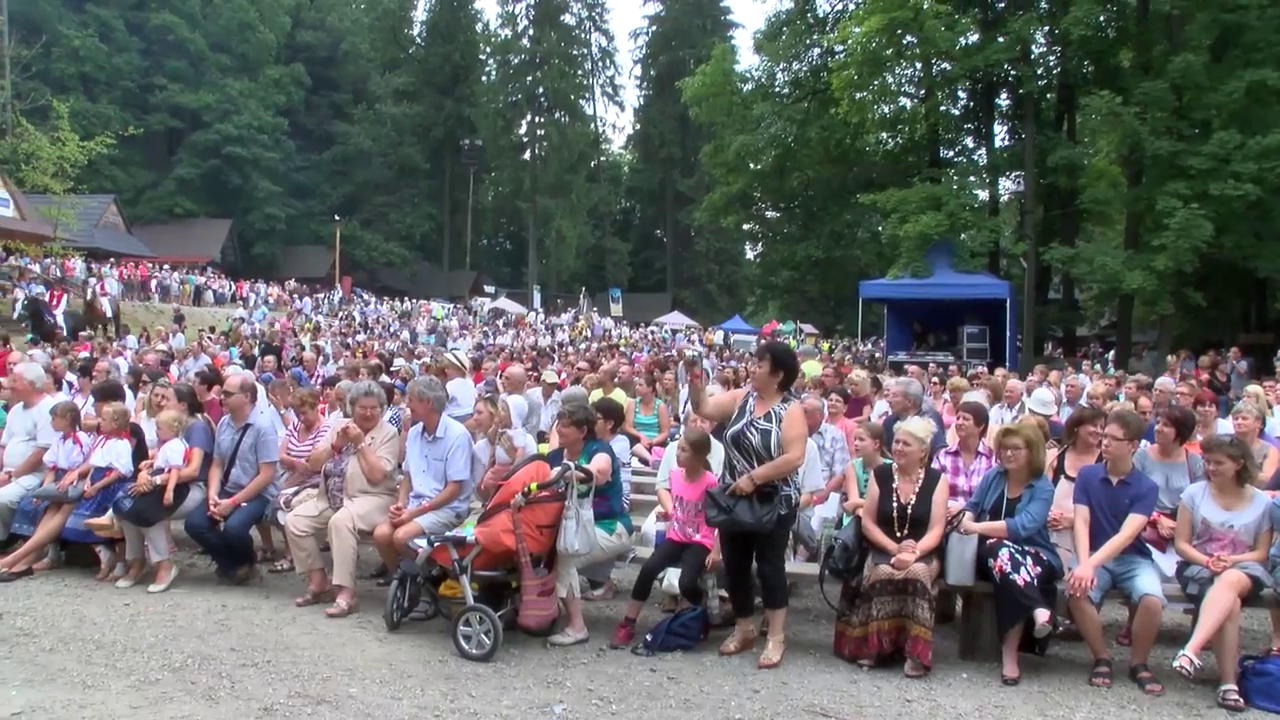
Hlediště
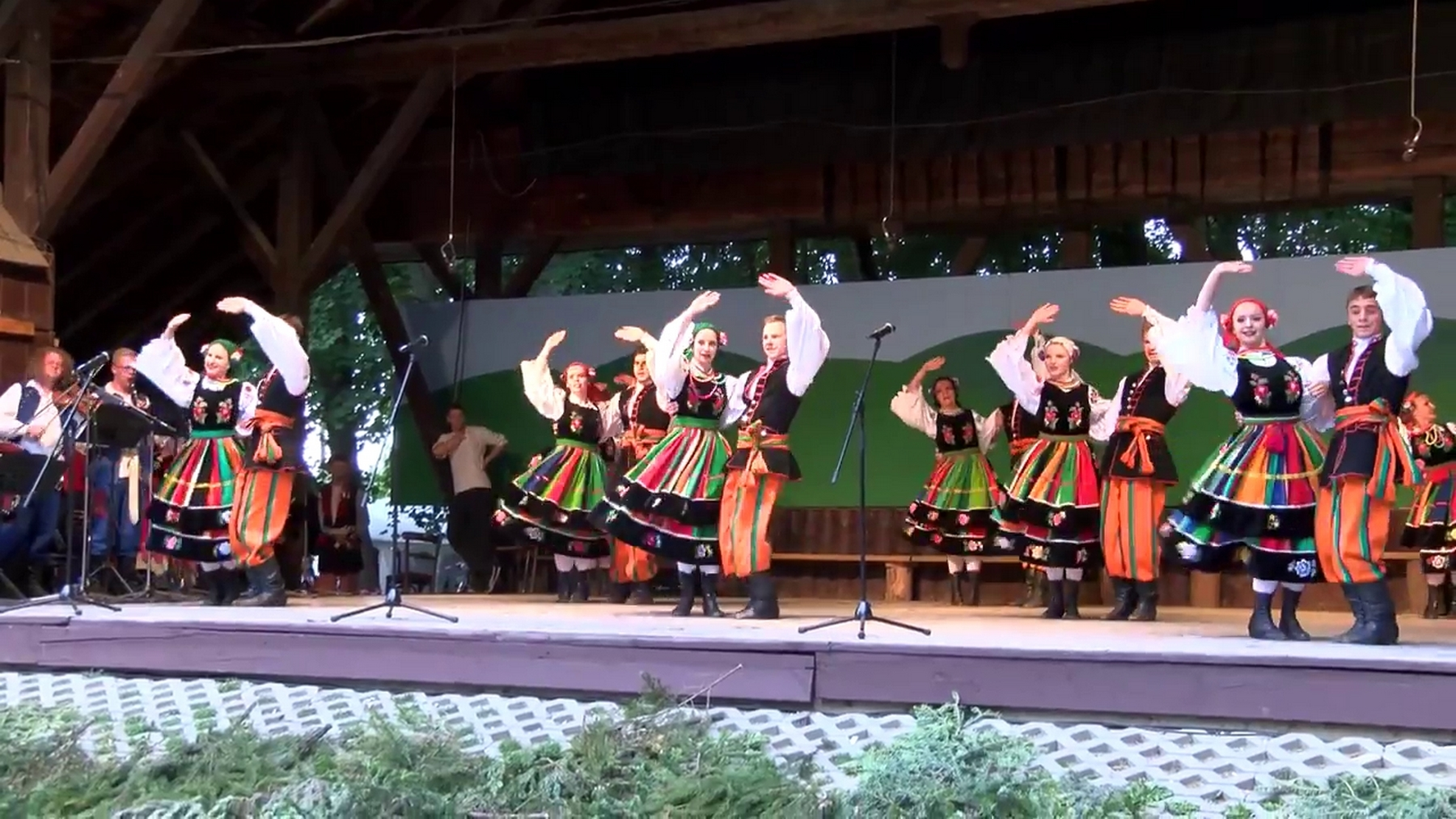
Tanec
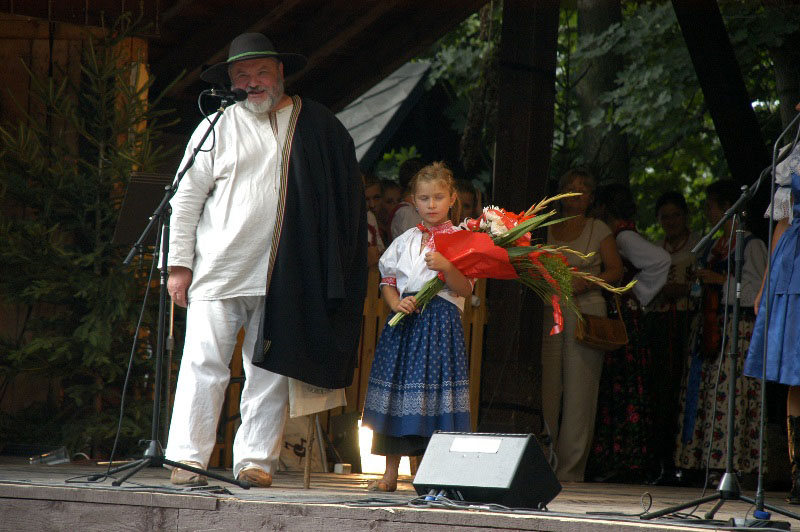
Tadeusz Filipczyk